# Тврђава Клек
Клек (Chech, Klekh, Clech) је тврђава у Србији која се налазила око реке Увца и служила је да контролише пролаз његовом долином, али њена тачна локација није утврђена.помиње у изворима из средине XV века (1444, 1448, 1454) као тврђава у склопу државе херцега Стефана Вукчића Косаче.
Михајло Динић је изнео хипотезу да би се она могла налазити код Сеништа на Увцу, западно од Кокиног Брода и указао на две потенцијалне локације:
1. узвишење Град које са три стране окружује река и на коме постоје остаци утврђења
2. локалитет Градина

Проблем у смештању тврђаве Клек код села Сеништа, лежи у томе што се из других извора зна да се село Радоиња, које се налази јужно од Сеништа, налазило у саставу државе кнеза Лазара (1371—1389), тако да су се у научним круговима као вероватније локације Клека помињу:
- остаци код Прибојских Челица на Лиму (који се понекад идентификују са тврђавом Оштрик)
- остаци код села Рутоши
- остаци на Градини код Клековог бријега у Маочу